# Sansa
Sansa (catalansk: Censà) er en by og kommune i departementet Pyrénées-Orientales i Sydfrankrig.

## Geografi
Sansa ligger 78 km vest for Perpignan. Nærmeste by er mod syd Railleu (4 km).

## Demografi

### Udvikling i folketal
| 1962                                                              | 1968 | 1975 | 1982 | 1990 | 1999 | 2007 | 2011 | 2017 |
| ----------------------------------------------------------------- | ---- | ---- | ---- | ---- | ---- | ---- | ---- | ---- |
| 15                                                                | 14   | 5    | 6    | 7    | 7    | 19   | 28   | 22   |
| Tal fra og med 1962 er uden dobbelttælling (sans doubles comptes) |      |      |      |      |      |      |      |      |